# Asociația Sportivă Armata Târgu Mureș
L'Asociația Sportivă Armata Târgu Mureș è una società calcistica rumena con sede nella città di Târgu Mureș, fondata nel 1962 e attiva fino al 2007, anno in cui si è sciolta, e rifondata nel 2021.

## Storia
Il club faceva parte di una polisportiva cittadina all'interno dell'esercito rumeno. Nel settembre del 1964 si fuse con il Mureșul acquisendo il titolo per disputare il campionato di Divizia B. Nel primo torneo nella serie cadetta terminò al nono posto con la particolarità di non aver pareggiato nessuna partita. La prima promozione in Divizia A la ottenne al termine della Divizia B 1967-1968, ma dopo due stagioni nella massima divisione venne retrocessa. Ritornò prontamente nel massimo campionato ottenendo il miglior risultato nella stagione 1974-75, terminando al secondo posto a 3 punti dalla Dinamo Bucarest
Il club rimase nella massima divisione fino al 1985-86 e disputò l'ultimo campionato in Divizia A nel 1991-92. Con la caduta del comunismo venne meno il supporto dell'esercito e la squadra perse di competitività fino ad essere retrocessa in Divizia C all'inizio degli anni 2000. Nel 2005 cambiò nome in ACS Maris Târgu Mureș per sciogliersi due anni dopo.

## Partecipazione alle coppe europee
Grazie agli ottimi risultati conseguiti in campionato, in tre occasioni il club partecipò alla coppa UEFA venendo però sempre eliminato al primo turno: nel 1975-1976 dalla Dinamo Dresda, nel 1976-1977 dalla Dinamo Zagabria e nel 1977-1978 dal AEK Atene. Partecipò inoltre alla Coppa Balcanica nel 1973 perdendo in finale contro il Lokomotiv Sofia.

## Stadio
Le partite casalinghe venivano disputate nell'impianto cittadino intitolato a Ladislau Bölöni, storico giocatore con 406 presenze nel club, dotato di una tribuna con una capienza di 15.000 posti. Attualmente l'impianto è in stato di abbandono.

## Palmarès

### Competizioni nazionali
- Liga II: 4

1966-1967, 1970-1971, 1986-1987, 1990-1991

### Altri piazzamenti
- Campionato rumeno:

Secondo posto: 1974-1975
- Liga III:

Secondo posto: 2004-2005
- Coppa dei Balcani per club:

Finalista: 1973

## Tifoseria
Nel corso della sua storia, l’ASA Târgu Mureș ha sempre beneficiato di un ampio sostegno da parte della popolazione locale, proveniente sia dalla città di Târgu Mureș, sia dall’intera contea di Mureș. Inoltre, grazie alla posizione geografica della città, situata in una zona con una consistente presenza di popolazione di etnia ungherese, il club è sostenuto anche da un numero significativo di tifosi magiari.

### Storia
Il fenomeno ultras ha fatto la sua comparsa a Târgu Mureș solo all'inizio degli anni 2000, quando diverse brigate locali si sono unite per formare la Curva Sud Târgu Mureș. Questo gruppo ha sostenuto la squadra in modo espressivo, con scenografie, striscioni e uno stile unico, diverso da quello delle tifoserie delle altre squadre rumene. Un gruppo emblematico è Legio Vici Maris '08, fondato nel 2008 a Târgu Mureș, su iniziativa di alcuni ex membri del gruppo Orange Boys. La decisione di abbandonare la vecchia struttura è stata presa a causa di divergenze interne e della volontà di non avere più alcun legame con la dirigenza del club di allora, affermando l’indipendenza totale rispetto alla società. Il nuovo gruppo ha attirato rapidamente altri giovani appassionati locali, fortemente legati alla città e alla squadra.
A seguito di alcuni problemi sorti nel 2011, i membri della Legio Vici Maris '08 hanno deciso di sospendere indefinitamente la loro attività in curva, sottolineando ancora una volta il carattere indipendente del gruppo nei confronti della dirigenza del club.Durante il loro periodo di attività, Legio Vici Maris ha sviluppato una relazione di amicizia con il gruppo Lorzii Nordului '07, tifosi della Gloria Bistrița, basata su rispetto reciproco e valori condivisi.A partire dal 2021, con la rifondazione della squadra, i tifosi hanno abbracciato con entusiasmo il nuovo progetto, volto a riportare in vita il marchio ASA.

### Gemellaggi e rivalità
La principale rivale dell’ASA Târgu Mureș è l’Universitatea Cluj, una rivalità alimentata dalla vicinanza geografica e dalle numerose sfide storiche tra le due squadre.Durante il periodo comunista, a causa della vicinanza tra l’ASA e la Steaua Bucarest, si è formata anche una rivalità diretta con la Dinamo Bucarest. Dopo gli anni 2000, una nuova rivalità è emersa con il CFR Cluj, dovuta alla rapida crescita del club di Gruia, portando a tensioni e confronti anche tra le rispettive tifoserie.